# Tyskland i Eurovision Song Contest 2015
Tyskland deltog i Eurovision Song Contest 2015 i Wien, Österrike. Den tyska bidraget valdes genom den nationella finalen Unser Song für Österreich, som anordnades av det tyska programföretaget Norddeutscher Rundfunk (NDR). Landet kommer att representeras av låten "Black Smoke", skriven av Michael Harwood, Ella Eyre och Tonino Speciale, och utförs av Ann Sophie.

## Bakgrund
NDR bekräftade att Tyskland skulle delta i  Eurovision Song Contest 2015 den 23 maj 2014. Den 8 september 2014 avslöjade programföretaget detaljer om deras urvalsförfarande och meddelade organisationen av nationella finalen Unser Song für Österreich. 

## Format
Unser Song für Österreich ("Vår Sång för Österrike") var den tävling som anordnades för att välja Tysklands bidrag till Eurovision Song Contest 2015. Den tyska nationella finalen ägde rum på TUI Arena i Hannover den 5 mars 2015. Liksom under de föregående fem åren samproducerades den nationella finalen av produktionsbolaget Brainpool, som också var med och producerade Eurovision Song Contest 2011 i Düsseldorf och Eurovision Song Contest 2012 i Baku. Åtta artister deltog i tävlingen med två låtar vardera; sju av deltagarna kommer att upprättades bidragen, medan den åttonde deltagaren valdes från en klubb konsert jokerrunda för nya talanger. Både klubbkonsert joker runt och den nationella finalen leddes av Barbara Schöneberger med Janin Reinhardt rapportering från det green room under båda visar.

## Finalen
Den nationella finalen innehöll de åtta konkurrerande artister sina sångbidrag. De sju etablerade artister avslöjades den 14 januari 2015. Valet av vinnande bidraget skedde över tre rundor med offentliga televoting bestämma resultaten för varje omgång. Den första omgången minskade åtta artister att fyra, kommer den andra omgången minska fyra bidrag att två och den tredje omgången resulterade i valet av den vinnande artist och låt. Förutom showerna från de konkurrerande artister, showen innehöll gästspel av Eurovision Song Contest 2014 vinnare Conchita Wurst och tyska sångerskan Mark Forster. 

### Omgång 1
I den första omgången, bidraget utförde en av två låtar som de har valt att utföra först. De översta fyra bidragenkommer valdes ut av telefonröstning att gå vidare till den andra omgången.
Bidragen med guld-bakgrund tog sej vidare
| Nr | Artist           | Sång                    | Plads |
| -- | ---------------- | ----------------------- | ----- |
| 1  | Mrs. Greenbird   | "Shine Shine Shine"     | 7     |
| 2  | Alexa Feser      | "Glück"                 | 3     |
| 3  | Faun             | "Hörst du die Trommeln" | 8     |
| 4  | Noize Generation | "A Song For You"        | 6     |
| 5  | Ann Sophie       | "Jump the Gun"          | 2     |
| 6  | Fahrenhaidt      | "Frozen Silence"        | 5     |
| 7  | Laing            | "Zeig deine Muskeln"    | 4     |
| 8  | Andreas Kümmert  | "Home Is In My Hands"   | 1     |

### Omgång 2
I den andra omgången, Bidragen som kvalificerat sig från den första omgången utför deras andra låt. Av alla åtta låtar av de återstående artisterna (båda från omgång 1 och 2) de två översta låtarna valdes via telefonröstning. Dessa två låtar måste vara från olika artister. Om de två översta låtarna är båda från samma artist, bara den första kommer att avancera tillsammans med den tredje placerade sången.
| Nr | Artist          | Sång                       | Plads |
| -- | --------------- | -------------------------- | ----- |
| 1  | Alexa Feser     | "Das Gold von morgen"      | 3     |
| 2  | Ann Sophie      | "Black Smoke"              | 2     |
| 3  | Laing           | "Wechselt die Beleuchtung" | 4     |
| 4  | Andreas Kümmert | "Heart of Stone"           | 1     |
| -  | Alexa Feser     | "Glück"                    |       |
| -  | Ann Sophie      | "Jump the Gun"             |       |
| -  | Laing           | "Zeig deine Muskeln"       |       |
| -  | Andreas Kümmert | "Home Is In My Hands"      |       |

### Omgång 3
I den tredje omgången, telefonröstning avgjorde det vinnande bidraget. Andreas Kümmert kännagavs som vinnare, men han beslutade att inte delta i Eurovision Song Contest och Ann Sophie förklarades den tyska representanten.
| Nr | Artist          | Sång             | Röster (I %) | Placering                                                        |
| -- | --------------- | ---------------- | ------------ | ---------------------------------------------------------------- |
| 1  | Ann Sophie      | "Black Smoke"    | 21,3%        | 2 (förklaras som vinnare efter Andreas Kümmert tillbakadragande) |
| 2  | Andreas Kümmert | "Heart of Stone" | 78,7%        | 1 (Drog sej ur)                                                  |

## Under Eurovision
Tyskland var direktkvalificerat till finalen den 23 maj 2015. Tyskland hamnade delad sista plats med Österrike med 0p.